# Тшцинка (Мазовецьке воєводство)
Тшцинка (пол. Trzcinka) — село в Польщі, у гміні Посвентне Воломінського повіту Мазовецького воєводства.
Населення — 134 особи (2011).
У 1975-1998 роках село належало до Седлецького воєводства.

## Демографія
Демографічна структура станом на 31 березня 2011 року:
|          | Загалом | Допрацездатний вік | Працездатний вік | Постпрацездатний вік |
| -------- | ------- | ------------------ | ---------------- | -------------------- |
| Чоловіки | 65      | 12                 | 49               | 4                    |
| Жінки    | 69      | 14                 | 39               | 16                   |
| Разом    | 134     | 26                 | 88               | 20                   |